# Occupied Europe NATO Tour 1994–1995
Occupied Europe NATO Tour 1994-1995 jest 15. albumem Laibach i wchodzi w skład projektu "NATO", wydanym łącznie z materiałem video z koncertów. Ścieżka audio pochodzi z koncertu w "DC3 Dakota" w Ljubljanie, a kaseta video zawiera fragmenty koncertu z Sarajewa, projektu NSK State Sarajevo, oraz fragmenty koncertów z Moskwy i Warszawy. Album i video zostały wydane w limitowanej serii.

## Lista utworów
Utwory z płyty CD:
1. "N.A.T.O." - 5:53
2. "War" - 4:06
3. "Final Countdown" - 5:38
4. "In The Army Now" - 4:25
5. "Alle Gegen Alle" - 3:51
6. "National Reservation" - 3:46
7. "2525" - 4:06
8. "Mars On River Drina" - 5:00
9. "Everlasting Union" - 4:08
10. "Leben Heisst Leben" - 5:32
11. "Sympathy For The Devil" - 5:41
12. "Trans-National" - 4:48
13. "Wirtschaft Ist Tot" - 4:56
14. "Geburt Einer Nation" - 4:38
15. "Opus Dei" - 6:28

Utwory z VHS:
1. "N.A.T.O."
2. "War"
3. "Final Countdown"
4. "In The Army Now"
5. "Dogs Of War"
6. "Alle Gegen Alle"
7. "National Reservation"
8. "2525"
9. "Mars On River Drina"
10. "Wirtschaft Ist Tot"
11. "Sympathy For The Devil"
12. "Geburt Einer Nation"